# ألكسندر بيتروفيتش (لاعب كرة سلة مواليد 1987)
ألكسندر بيتروفيتش مواليد 8 ديسمبر 1987 في بلغراد، هو لاعب كرة سلة صربي. يلعب مع نادي شينتجور لكرة السلة في الدوري السلوفيني لكرة السلة.

## المسيرة الاحترافية
لعب مع نادي داروشافاكا لكرة السلة في موسم 2012–2013، ثم لعب مع فيرتوس بالاكانسترو بولونيا في موسم 2013–2014، ثم لعب مع كاربوش سوكولي في موسم 2015–2016، ثم لعب مع نادي شينتجور لكرة السلة في سنة 2016.

## روابط خارجية
- ألكسندر بيتروفيتش على موقع كرة السلة الأوروبية.كوم (الإنجليزية)
- ألكسندر بيتروفيتش على موقع ريلجم (الإنجليزية)
- ألكسندر بيتروفيتش على موقع بروبوليرز (الإنجليزية)